# Thai Airways International
Thai Airways International (forkortet THAI) er det nationale thailandske flyselskab og er hjemmehørende i Suvarnabhumi International Airport. Selskabet er en af de 5 medlemmer der grundlagde Star Alliance.
Thai Airways International blev stiftet i 1960 som et joint venture mellem Thai Airways Company og SAS. Efter at have hjulpet selskabet i gang blev SAS i 1977 købt ud så selskabet blev 100 % ejet af den thailandske stat. De to selskaber samarbejder dog stadig da de begge er medlemmer af Star Alliance. 
Thai Airways International er i dag et børsnoteret selskab, hvor den thailandske regering havde en ejerandel på over 50 procent frem til maj 2020, hvor selskabet gik i rekonstruktion og regeringens ejerandel blev reduceret til under 50 procent. Selskabet havde haft underskud siden 2013 og publicerede det største underskud nogensinde for et thailandsk selskab på 141 milliarder baht (cirka 28 milliarder DKK), for regnskabsåret 2020, der var ramt af coronaviruspandemien. I 2021 og 2022 fik selskabet overskud. THAI forventer af afslutte rekonstruktionensperioden i 2024 og genoptage handel på den thailandske børs (SET) i 2025.

## Rekonstruktion 2020-2023
Thai Airways havde opbygget en stor gæld over en længere periode med løbende underskud i driften, hvorfor der opstod behov for tilførsel af yderlige 54 milliarder baht (knap 12 milliarder DKK) i lån fra staten. Den 19. maj 2020 godkendte regeringen imidlertid, at Thai Airways søger beskyttelse under konkurslovgivningen – det svarer til det vi I Danmark kendte som betalingsstandsning – og søger rekonstruktion. Nedlukningen under coronaviruspandemien, hvor alle fly blev grounded fra begyndelsen af april måned og frem til udgangen af juni, senere forlænget til 1. september, blev udslagsgivende for tidspunktet for rekonstruktion. En del af de ældre fly udgår af drift og omkring 20.000 medarbejdere bliver opsagt. Regeringens ejerskab bliver reduceret til mindre end 50 procent, hvorved selskabet ikke længere er en "statsentreprise" og eksisterende fagforeningsaftale med Thai Airways International Union kan derfor ophøre, fagforeningen har tidligere været modstander af en privatisering. I en presseudtalelse gjorde selskabet det klart, at der ikke er tale om konkurs, og at man vil fortsætte drift af passager- og fragtflyvninger under rekonstruktionsprocessen, samt at eksisterende billetter og bonus ordninger i Royal Orchid Plus, bliver honoreret.
I rekonstruktionen standsede Thai Airways betaling til alle debitorer og begynder en på "frisk start". Medarbejderstaben reduceres med en tredjedel – omkring 6.000 færre, der modtager kompension i 10 måneder efter gældende lovgivning – og gældsmoratorium for 200 milliarder baht (cirka 42 millarder DKK). Rekonstruktionen kan tage op til syv år, men forventes kun at vare fire-fem år. Fagforeningen, som tidligere var imod privatisering, ville ikke modsætte sig, at regeringen sælger ud af sin aktiemajoritetspost på 51,03 procent. Konkurs for rekonstruktion blev samtidig meddelt under amerikansk lov af hensyn til, at kreditorer ikke tilbageførte fly og andre aktiver. Blandt andet opstod tvivl om 30 af selskabets 53 Airbus fly – seks Airbus A380-800, 12 A350-900, 15 A330-300 og 20 A320-200 – som Airbus krævede forfalden leje for, hvilket dog blev benægtet af Airbus, der meddelte, at de ikke havde udlejet fly til Thai Airways.
Regeringens ejerandel blev i slutningen af maj reduceret til 47.86 procent, ved at overføre 69,2 millioner aktier til en investeringsfond under den regeringsejede Krung Thai Bank Pcl, hvorved luftfartsselskabet blev privatejet. Thai Airways, der havde grounded alle fly i forbindelse med coronaviruspandemien indtil udgangen af maj måned, fik en ny ledelse, som besluttede at beholde alle fly på jorden indtil 1. juli. Siden marts måned havde de 20.000 ansatte fået reduceret deres løn mellem 10 og 50 procent, hvilket ville forsætte. Den 9. juni meddelte selskabet suspenderings forlængelse af alle internationale flyvninger indtil begyndelsen af august. Det blev senere forlænget til udgangen af september, bortset fra repatrieringsflyvninger i forbindelse med coronaviruspandemien.
Da det ikke var muligt at reducere de løbende udgifter nok, ville selskabet ikke kunne betale sine regninger for juni. Der var heller ikke blevet leveret flybrændstof siden 26. maj. Selskabet fik dog en frist indtil 17. august til at fremlægge et forslag over for de amerikanske kreditorer, mens der var forhandlet en løsning med de japanske, tyske og schweiziske kreditorer. Selskabet havde udestående gæld for 244,9 milliarder baht (knap 50 milliarder DKK), heraf var 30 procent indenlandsk. Den 14. august blev handels med selskabets aktier på Thailands SET-børs suspenderet, da revisionsfirmaet Deloitte nægtede at underskrive regnskabet for første halvår, der viste et underskud på 28 milliarder baht (cirka 5,6 milliarder DKK). Selskabet har været underskudsgivende siden 2013. Thai Airways oplyste efterfølgende, at alle billetter fortsat er gyldige til udgangen af 2021, eller kan ombyttes med tilgodehavendebevis, gyldigt til udgangen af 2022.
Den 19. maj 2021 accepterede 28 ud af Thai Airways' 36 største kreditorer selskabets rekonstruktionsplan. En betingelse var, at Thai Airways skal operere under statsstøtte, som før de gik ind i rehabiliteringsprocessen. Efter af den Centrale Konkursdomstol (oversat fra engelsk: Central Bankruptcy Court) godkendte rekonstruktionsplanen den 15. juni, er det målet at finde 50 milliarder baht (cirka 10 milliarder kroner) ny kapital i løbet af de følgende tre år fra både regering og finansielle institutioner. Den 14 oktober meddelte Thai Airways, at man genoptog flyning på 36 internationale ruter, heriblandt fra København, i forbindelse med Thailands genåbning efter coronaviruspandemien den 1. november.
Den 15. december 2022 meddelte Thai Airways, at det havde nået den aftalte kapitalforhøjelse, solgt de fleste unødvendige værdier – herunder andele i Bangkok Aviation Fuel Services Plc og Nok Air Plc samt otte fly og forskellige reservedele, herunder flymotorer. Siden maj måned havde driften vist overskud. Rehabiliteringsaftalen blev ændret så Thai Airways kunne tillades, at have yderligere tre fly i drift til i alt 57 fly.
I 2023 blev det meddelt at Thai Smile bliver opslugt af Thai Airways International.

### Undersøgelse af korruption
En politiledet efterforskning, nedsat af transportministeriet, offentliggjort den 21. august 2020, viste at nogle ansatte i Thai Airways International var blevet usædvanligt velhavende efter en større aftale fra 2003-2004 om indkøb af fly. Det drejede sig om 10 styk Airbus A340 wide-body langdistancefly, som var planlagt til at flyve på ruterne Bangkok-Los Angeles og Bangkok-New York. To år efter efter ruterne startede, havde de medført et underskud på 12 milliarder baht (lidt over to milliarder DKK), der voksede til 39 milliarder baht (cirka syv milliarder DKK) da flyene også blev indsat på andre ruter. De direkte flyvninger til USA fortsatte på trods af, at Kontoret for det nationale økonomiske og sociale udviklingsråd (the Office of the National Economic and Social Development Council) modsatte sig, at Thai Airways skulle anskaffe denne type fly, med et meget højt forbrug af brændstof. Politiet sagde, at der var tale om korruption.
Den 12. juli 2023 meddelre den Nationale Anti-Korruptionskommission (forkortet NACC), at den frafaldt alle anklager mod tidligere premierminister Thaksin Shinawatra og tre andre anklagede.

### Salg af fly og ejendomme
Thai Airways satte 34 ældre fly til salg i november 2020, blandt andet de omstridte brædstofforbrugende Airbus A340-fly, 9 styk bygget fra 2005-2008. Desuden 10 styk Boeing 747-400 jumbojet fra 1993-2004, 12 styk Boeing 777, henholdsvis seks model 200 og seks model 300, fra 1996-2000, to styk Boeing 737-400 fra 1992 og 1993, og en Airbus A300-600 bygget i 1993. I oktober 2021 blev antallet af fly til salg opgjort til 42, hvilket ville efterlade selskabet med 58 fly.
Pr. august 2022 var det lykkedes at sælge et Boeing 737-400 fly og 10 styk Boeing 747-400 Jumbo-jets for to milliarder baht (cirka 400 millioner kroner) samt de ni korruptionsomtalte Airbus A340-fly for 350 millioner baht (cirka 70 millioner kroner). To af Boeing 777-200ER-flyene blev besluttet genindsat i drift.
I februar 2021 blev selskabets træningscenterbygning, kaldt Laksi, i Bangkhen-distriktet i Bangkok sat til salg. Også selskabets aktier i Nok Air skulle sælges, samt aktierne i Bangkok Aviation Fuel Services (forkort BAFS, dansk: Bangkok Flybrædstofservice), foruden et antal Boeing 737-400 jetmotorer.

### Rekordstort underskud
Thai Airways International publicerede det største underskud nogensinde for et thailandsk selskab på 141,2 milliarder baht (cirka 28 milliarder DKK) for regnskabsåret 2020, der var ramt af coronaviruspandemien. Omsætningen faldt med 73,8 procent til 48,3 milliarder baht (cirka 10 milliarder DKK). Selskabets aktier blev suspenderet på den thailandske børs ved regnskabets offentliggørelse den 25. februar 2021, børsen overvejede om selskabet skulle afnoteres på grund af den negative egenkapital. Den samlede gæld blev opgjort til 410 milliarder baht (cirka 84 milliarder DKK) fordelt på 13.000 kreditorer.

### Overskud efter rekonstruktion
De første ni måneders regnskab for 2021 viste et overskud på 51 milliarder baht (cirka 10 milliarder kroner), i modsætning til året tidligere, hvor der i samme periode var et underskud på 49 milliarder baht (knap 10 milliarder kroner). Overskuddet skyldes indtægter på 60 milliarder baht (cirka 12 milliarder kroner) fra omlægning af gæld, samt salg af værdipapirer og aktiver. Thai Airways International (THAI) havde i perioden ikke været i stand til at "genoptage normal trafik", da internationale ruter var aflyst siden marts 2020. Overskuddet skyldes rekonstruktion, operationel drift i samme periode medførte et tab på 21,4 milliarder baht (cirka 4,3 milliarder kroner). Også andre thailandske flyselskaber havde driftsunderskud i tilsvarende periode. Årets overskud sluttede på 55,1 milliarder baht (omkring 11 milliarder kroner).
Den 20. oktober 2022 accepterede Den Centrale Konkursdomstol, THAIs reviderede forretningsplan for finansiel omstrukturering, der vil medføre ansætte af en finansiel rådgiver, til at udarbejde detaljer om en gæld-til-egenkapital konvertering og rekapitalisering til en værdi af 25 milliarder baht (cirka fem milliarder kroner), som skal gennemføres i løbet af de følgende to år. Samlet set havde selskabet på tidspunktet et cash-flow på omkring 20 milliarder baht (cirka fire milliarder kroner). For året 2022 fik THAI et overskud på 11,5 milliarder baht (omkring 2,3 milliarder kroner). 2023 viste et overskud på 28,1 milliarder baht (cirka 5,5 milliarder kroner).
THAI besluttede, at fusionere indenrigs-datterselskabet Thai Smile ind i THAI, for at begrænse dette selskabs underskud, der i seneste regnskabsår var 4,24 milliarder baht (cirka 850 millioner kroner) og samlet over år andrager 20 milliarder baht (cirka 4 milliarder kroner). Samlet operer selskaberne 64 fly, hvoraf de 44 er under THAI. Thai Smile ophørte pr. januar 2024.

### Fly
THAI-flåden bestod af 65 fly i juni 2023, heraf 45 wide-body og 20 narrow body, udlånt til datterselskabet, Thai Smile Airways. THAI besluttede at anskaffe 51 nye fly, dels til erstatning af ældre fly, og dels til udvidelse af flåden.
Indtil de ny fly kan leveres indgik THAI aftale med den irske flyudlejer AerCap om leasing af 17 fly: Fire Airbus A350-900, tre Boeing 787-9 og 10 Airbus A321neo.
I maj 2024 annoncerede THAI salg af samtlige 18 pensionerede fly, bestående af seks Boeing 777-200, seks Boeing 777-300 og seks Airbus A380.

### Afslutning af rekonstruktion
THAI forventer at afslutte rekonstruktionsperioden og afvikle sine akkumulerede tab på omkring 240 milliarder baht (cirka 48 milliarder kroner) i 2024. Selskabet blev genoptaget til børshandel på den thailandske børs, SET (Stock Exchange of Thailand) den 4. august 2025. THAI forventer, at det vil have afviklet al gæld ved udgangen af 2031.

## Operativ flyflåde
Pr. februar 2025 har THAI 78 fly i drift:
- 20 Airbus A320-200
- 5 Airbus A330-300
- 23 Airbus A350-900[42]
- 4 Boeing 777-200ER
- 17 Boeing 777-300ER
- 6 Boeing 787-8
- 3 Boeing 787-9

### Ordre på nye fly
THAI besluttede i juni 2023, at anskaffe 51 nye fly, dels til erstatning af ældre fly, og dels til udvidelse af flåden. Nyanskaffelserne omfatter 10 Airbus A321neo til levering i 2025, 11 Airbus A350-900 til levering begyndende fra 2023, og yderligere 30 andre wide-body fly.
I februar 2024 afgav THAI ordre på 45 Boeing 787-9 jetfly, med option på yderligere 35 fly.
I februar 2025 underskrev THAI en leasingaftale for otte nye Airbus A321neo-fly med Dublin-baserede SMBC Aviation Capital, til levering mellem 2026 og 2027. De nye, mere brændstofeffektive fly skal erstatte ældre modeller og udløbne leasingkontrakter.
Selskabets plan er, at øge sin flåde fra 85 fly til 103 i 2026 og til sidst til 116 i 2027. Det langsigtede mål er 150 fly inden 2033. Denne plan vil omfatte 98 wide-body og 52 narrow-body jetfly.